# Yixin (sockenhuvudort i Kina, Heilongjiang Sheng, lat 46,81, long 124,39)
Yixin (kinesiska: 一心, 一心乡) är en sockenhuvudort i Kina. Den ligger i provinsen Heilongjiang, i den nordöstra delen av landet, omkring 210 kilometer nordväst om provinshuvudstaden Harbin. Antalet invånare är 20 099. Befolkningen består av 9 825 kvinnor och 10 274 män. Barn under 15 år utgör 13,0 %, vuxna 15-64 år 79 %, och äldre över 65 år 7,0 %.
Runt Yixin är det ganska glesbefolkat, med 36 invånare per kvadratkilometer. Närmaste större samhälle är Taikang, 6,8 km nordost om Yixin. Trakten runt Yixin består till största delen av jordbruksmark.
Genomsnittlig årsnederbörd är 733 millimeter. Den regnigaste månaden är juli, med i genomsnitt 197 mm nederbörd, och den torraste är januari, med 4 mm nederbörd.